# Ebba Amfeldt
Ebba Viktoria Amfeldt Voeler, född 21 december 1906 i Köpenhamn, död 1 juni 1974 i Frederiksberg, var en dansk skådespelerska.

## Rollista i urval
- 1946 – Jeg elsker en anden
- 1953 – Farlig ungdom
- 1959 – En flicka en gitarr en trumpet
- 1959 – Paw – pojke mellan två världar
- 1960 – Eventyrrejsen
- 1962 – Den kära familjen
- 1963 – Dammsugarligan
- 1965 – Upp till camping
- 1968 – Olsen-banden
- 1973 – Jag och maffian